# C'est pas moi, c'est lui
C'est pas moi, c'est lui är en fransk komedifilm från 1980. Filmen är regisserad av Pierre Richard, som även skrivit manus tillsammans med Alain Godard.

## Rollista
- Pierre Richard – Pierre Renaud
- Aldo Maccione – Aldo Barazzutti
- Valérie Mairesse – Valérie
- Danielle Minazzoli – Charlotte
- Henri Garcin – Georges Vallier
- Annette Poivre – moren till Pierre
- Franca Valéri – Carla
- Gérard Hernandez – säljaren
- Frank-Olivier Bonnet – militären
- Alain Chevestrier – förslagsställaren
- Marcel Gassouk – förslagsställaren
- Jacqueline Noëlle – kunden på frisersalongen
- Jacques Monnet – fogden